# Edwinstowe
Edwinstowe is een civil parish in het bestuurlijke gebied Newark and Sherwood, in het Engelse graafschap Nottinghamshire. 
De naam betekent 'Edwins rustplaats' omdat het lichaam van koning en heilige Edwin van Northumbria in de kerk was verborgen nadat hij was gedood tijdens de slag bij Hatfield Chase, waarschijnlijk in 633.
De plaats is gelegen in het Sherwood Forest.